# Oetwil am See
Oetwil am See (im Ortsdialekt Öötwiil [øːtˈʋiːl]) ist eine politische Gemeinde des Bezirks Meilen im Kanton Zürich in der Schweiz.
Sie liegt vollständig auf der vom Zürichsee abgewandten Seite des Pfannenstiels am Rand des Zürcher Oberlandes.

## Ortsname Oetwil
Der Ortsname Oetwil kommt in der Schweiz dreimal vor: zweimal im Kanton Zürich und einmal im Kanton St. Gallen. Während es sich im Kanton Zürich um zwei selbstständige Gemeinden, Oetwil am See und Oetwil an der Limmat, handelt, ist Oetwil im Kanton St. Gallen ein grosser Weiler innerhalb der Gemeinde Kirchberg. Schon früh zeigte sich das Bedürfnis, die beiden Oetwil im Kanton Zürich voneinander unterscheiden zu können. Bereits 1504 tauchte im Glückshafenrodel des Freischiessens von Zürich beim Wohnort zweier Personen neben «Oettwil» der Zusatz «am Zürichse» auf, obwohl der Zürichsee etwa 4 Kilometer vom Ort entfernt liegt. Unter anderem aus postalischen Gründen wurde etwa ab der zweiten Hälfte des 19. Jahrhunderts in amtlichen Verzeichnissen die vom Zürichsee abgeleitete Beifügung «am See» regelmässig verwendet.

## Geographie
Von der Gemeindefläche waren per 31. Dezember 2018 60,5 % landwirtschaftliche Nutzflächen, 10,5 % Wald und 22,3 % Siedlungsfläche. 5,3 % der Gemeindefläche dienen dem Verkehr.
Oetwils höchster Punkt liegt am Pfannenstiel auf 651 Metern über Meer, der tiefste auf 491 m nahe dem Forchautobahn-Anschluss 7 Oetwil am See.

## Geschichte
Die fassbare Geschichte der Gemeinde Oetwil am See umfasst rund 2000 Jahre. Die Ortsgeschichte lässt sich in fünf Epochen gliedern: Die Frühgeschichte (bis ca. 500), das Mittelalter (ca. 500–1500), die Frühe Neuzeit (ca. 1500–1800) und die Moderne mit zwei sehr unterschiedlichen Phasen: Die Zeit von 1800 bis 1960 brachte auf allen Gebieten grosse Veränderungen, die Anzahl der Einwohner verharrte hingegen auf einem relativ tiefen Niveau. Um das Jahr 1960 setzte eine stürmische Entwicklung ein, die das ehemalige Bauerndorf erheblich veränderte.
Die Gegend rund um Oetwil am See bot schon während der Bronze- und der Eisenzeit eine gute Lebensgrundlage. Die archäologisch dokumentierte Geschichte beginnt mit einem römischen Gutshof aus dem 2. bis 4. Jahrhundert in der Bäpur. Nach den Römern drängten im Frühmittelalter die Franken und die Alemannen in die heutige Schweiz. Mit ihnen kamen um das Jahr 860 die Brüder Meginhere und Liuto in das Gebiet zwischen Esslingen und Oetwil am See. Sie sind die ersten namentlich bekannten Siedler auf dem Boden der heutigen Gemeinde Oetwil. Oetwil wurde im 9. Jahrhundert erstmals urkundlich erwähnt. Laut einer Urkunde des Klosters St. Gallen aus dem Jahr 854, 860 oder 865 bewirtschafteten sie hier mindestens sieben Hektaren Land. In dieser Urkunde wurde der Ort «Otiniwilare» erstmals namentlich genannt. Im 10. Jahrhundert waren die Siedlung Oetwil und auch der heute zur Gemeinde Oetwil am See gehörende Ort Willikon im Besitz des Klosters Einsiedeln.
1481 wurde erstmals das «Kilchli ze Öttwil» schriftlich erwähnt. Im Umfeld der Kirche entstand schon vor 1641 eine Schule. In den Jahren 1725/26 wurde am Standort der Kapelle die heutige Kirche und 1732 daneben das Pfarrhaus gebaut. Nach und nach entstand in Oetwil ein kleines Dorf.
Ursprünglich waren fast alle Menschen auf dem Gebiet von Oetwil am See als Selbstversorger landwirtschaftlich tätig. Vor allem zu Beginn des 19. Jahrhunderts erreichte die Verarbeitung von importierter Baumwolle in der Gemeinde eine grosse Bedeutung. Im Verlaufe des 20. Jahrhunderts kamen in Oetwil neue wirtschaftliche Tätigkeiten auf.

### Wappen
Blasonierung
In Blau ein auf dem rechten Bein stehender silberner, rotbewehrter Storch.
Das Wappen findet seit 1836 Verwendung. Das heutige Wappen wurde am 19. November 1932 vereinfacht und unterscheidet sich von der ursprünglichen Variante durch das fehlende Wasser und Schilf.

## Bevölkerung
Der Ausländeranteil an der Wohnbevölkerung betrug 31,37 % per 31. Dezember 2023. Im Herbst 2023 registrierte die Gemeinde Oetwil am See den Zuzug des fünftausendsten Einwohners. Am 23. Oktober 2023 begrüsste der Gemeindepräsident die Familie persönlich.

## Politik
Bei den Nationalratswahlen 2023 betrugen die Wähleranteile in Oetwil am See:
SVP 42,16 % (−0,17), SP 14,42 % (+2,88), glp 10,35 % (−2,16), FDP 9,38 % (+0,28), Mitte 6,98 % (+0,52), Grüne 6,66 % (−2,06), EDU 3,34 % (−1,88), EVP 2,31 % (+0,06).
 Uttenweiler ist die Partnergemeinde von Oetwil.

## Religion
Auf dem «Chilerain» befindet sich die reformierte Kirche des Dorfes. Neben der reformierten Kirchengemeinde, welche im anliegenden Pfarrhaus ihren Sitz hat, feiern auch die Katholiken, welche der Pfarrei Egg angehören, regelmässig Messen in der Kirche. Die «Kirche Felsengrund», welche Mitglied in der Vereinigung Freier Missionsgemeinden ist, hat ihren Sitz im namensgebenden Weiler.

## Bildung
Die Gemeinde betreibt zurzeit fünf im Dorf verteilte Kindergärten. Die Primar- und Sekundarschule befindet sich in den Schulhäusern Dörfli, Blattenacher und Breiti, welche allesamt auf dem gleichen Areal liegen. Als weitere Bildungsangebote sind die Schul- und Gemeindebibliothek im Schulhaus Dörfli sowie die Musikschule Oetwil am See erwähnenswert.

## Verkehr

Historisches Luftbild von Walter Mittelholzer vom 23. Juli 1931

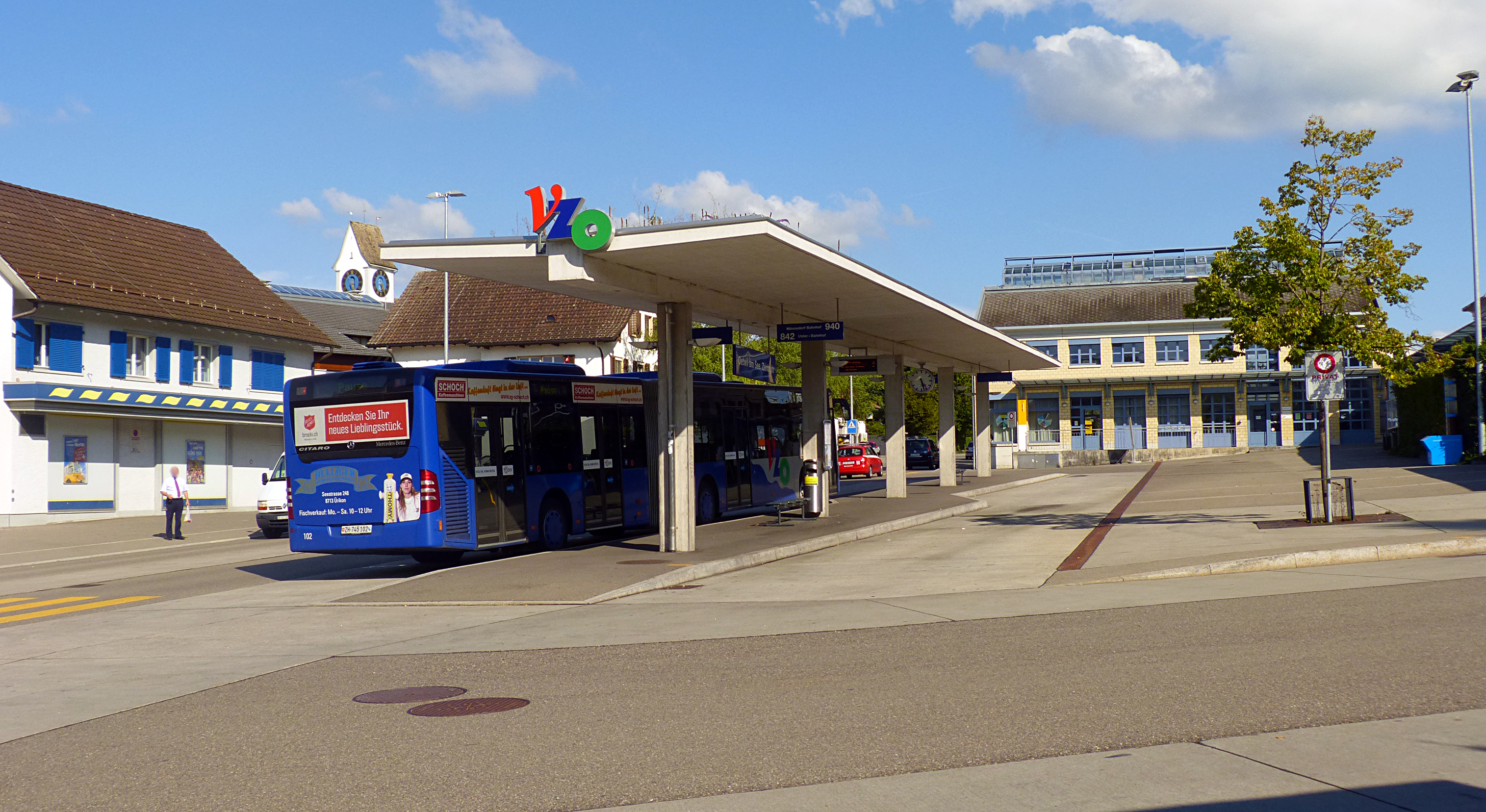
Bushaltestelle Oetwil am See Zentrum

### Öffentlich
Der Strassenbau des 19. Jahrhunderts erleichterte im 20. Jahrhundert den Bau von Strassenbahnen. Die Wetzikon-Meilen-Bahn (1903–1950) und die Uster-Oetwil-Bahn (1909–1949) führten durch das Gemeindegebiet und trafen zwischen 1909 und 1949 in der Station Langholz zusammen. Nach der Stilllegung wurden sie durch die Busse der Verkehrsbetriebe Zürichsee und Oberland AG (VZO) abgelöst.
Es existieren folgende Buslinien, die durch die VZO bedient werden:
- 842 Oetwil am See – Bahnhof Esslingen – Mönchaltorf – Riedikon – Bahnhof Uster
- 845 Oetwil am See – Grüningen – Gossau – Bertschikon – Sulzbach –  Bahnhof Uster
- 867 Oetwil am See – Grüningen – Ottikon/Gossau  – Grüt – Bahnhof Wetzikon
- 940 Oetwil am See –  Bahnhof Männedorf
- 950 Oetwil am See –  Bahnhof Stäfa
- N84 Oetwil am See – Bahnhof Esslingen – Mönchaltorf – Riedikon – Nossikon – Bahnhof Uster

### Strassen
Im Oetwiler Kreisel verzweigen sich die Hauptstrassen 339 Feldbach-Esslingen-Uster-Illnau und 347.1 Oetwil am See-Gossau ZH-Grüt ZH.
Nebenstrassen über den Pfannenstiel verbinden mit den Nachbarn Meilen, Uetikon am See und Stäfa, ebenso in der Gegenrichtung nach Grüningen.
Im Norden verbindet die Hauptstrasse 347.1 nach Gossau ZH mit dem Anschluss Nr. 7 Oetwil am See mit der Forchautostrasse A52.

## Wirtschaft und Infrastruktur
Im Ort ist die Klinik Schlössli (Psychosomatik/Psychiatrie) der Clienia Schlössli AG ansässig.

### Abwasser
Das Oetwiler Abwasser wird in der ARA Egg-Oetwil in Esslingen gereinigt.
(Zweckverband ARA Egg-Oetwil am See)

## Persönlichkeiten
- Edwin Bär (1913–2008), Volksmusikant und Komponist
- Helen Dahm (1878–1968), Künstlerin
- Werner Kaegi (1901–1979), Historiker
- Heinrich Kunz (1793–1859), «Spinnerkönig», Bürger von Oetwil am See
- Eduard Bodmer (1837–1914), Bürger von Oetwil am See, zeitweiliger Eigentümer der Kyburg

## Sehenswürdigkeiten

### Museen
In einem Gebäude nahe der Kirche teilen sich das Dorfmuseum, betrieben durch die Gemeinde, und das «Helen-Dahm-Museum» der Helen-Dahm-Gesellschaft die Räumlichkeiten. Des Weiteren existiert das private «Museum Holzhausen», welches sich im gleichnamigen Ortsteil befindet. Dieses befasst sich mit der Vergangenheit der Region.